# Alisha Lehmann
Alisha Lehmann (* 21. ledna 1999, Tägertschi) je švýcarská profesionální fotbalistka, která hraje jako útočník za Juventus FC a švýcarský národní tým.

## Klubová kariéra
Juniorský fotbal začala hrát v FC Konolfingen. V roce 2016 debutovala v BSC YB Frauen a o dva roky později přestoupila do West Hamu United. Z West Hamu byla na roční hostování v Evertonu a poté přestoupila do Aston Villy. V anglické ženské lize hrála 6 let.
Od roku 2024 hraje za Juventus FC.

## Reprezentační kariéra
Od roku 2016 nastupovala za ženské mládežnické reprezentace a od roku 2018 hraje za ženský A-tým.